# نادي صنعت نفط عبادان
نادي صنعت نفط عبادان (بالفارسية: باشگاه فوتبال صنعت نفت آبادان) ، هو نادي رياضي لكرة القدم الإيرانية، أسس سنة 1972م، ويقع مقره في مدينة عبادان الإيرانية.

## وصلات خارجية
الموقع الرسمي
- Player and Results